# Mailly-Maillet
 Mailly-Maillet  es una población y comuna francesa, en la región de Picardía, departamento de Somme, en el distrito de Amiens y cantón de Acheux-en-Amiénois.

## Historia
Durante la guerra franco-española, la villa sería saqueada e incendiada por tropas españolas en 1636 y 1637.

## Demografía
| 693 | 675 | 657 | 620 | 639 | 604 |
| Para los censos de 1962 a 1999 la población legal corresponde a la población sin duplicidades (Fuente: INSEE [Consultar]) |     |     |     |     |     |